# Вијести (новине)
Вијести су црногорски дневни лист са сједиштем у Подгорици. Власници листа су United Media (51%), MNE Media One (34%) и MDIF (15%), уз финансијску помоћ Фондације за отворено друштво. Вијести су изазвале бројне контроверзе залажући се за црногорски етнички национализам, као и својом антисрпском реториком, због чега су предмет бојкота од стране дијела грађана Црне Горе.
Уређивачка политика Вијести је у почетку била веома наклоњена Милу Ђукановићу и политици његове владе, нарочито у односима са Србијом. Међутим, ова уређивачка политика се промијенила негдје након референдума о независности Црне Горе 2006. када су се Вијести претвориле у Ђукановићеве критичаре.

## Антисрпска реторика и бојкот грађана
Вијести су крајем септембра 2021. почеле са јаком антисрпском реториком која се огледала у оштрој критици Српске православне цркве, патријарха Порфирија, православних обичаја и православног делања премијера Здравка Кривокапића. Кап која је прелила чашу била је колумна уредника вести Жељка Ивановића под називом Порфирије — од рокера до талибана у којој најстрашније вређа све што има везе са СПЦ:
„Али није мула Порфирије био сам у овом националистичком заносу у Беранама. Био је ту и мула Стијовић (министар за купус и зелену салату), мула Ратко (министар за простор, лише његове нелегалне палате) и мула Александар (од Прве банке). Нико од њих ни да трепне на говор мржње и подела мула Порфирија, нико да устане и демонстративно напусти први ред, нико да јави шефу Здравку (Кривокапићу) да не долази у Беране после такве бруке. Колико год да је премијеру Методије близак, колико год је нови владика за поштовање, и колико год била штета што Методије није митрополит црногорско-приморски и егзарх пећког трона него онај ђилкош од Јоаникија.”
Мим-странице, а касније цио српски и вјерујућ народ, позвали су крајем септембра 2021. све пратиоце на велики бојкот ове медијске куће који би се огледао у одлајковању њихове фејсбук странице, односно престајање праћења на свим њиховим друштвеним мрежама. Касније се акција прелила не само на одлајковање њихових мрежа, већ и на престанак гледања њихове телевизије и престанак куповања њиховог штампаног издања. Вијести су се 15. септембра 2021. године похвалили на мрежама да су добили 190.000 лајкова на фејсбуку. Тринаест дана касније број се смањио на мање од 167 хиљада лајкова и наставља да опада.

Марко Ковачевић, нови, просрпски градоначелник Никшића, прокоментарисао је да су Вијести имале злу намеру:
„Зла намера Жељка Ивановића не огледа се толико у простачком вређању митрополита Јоаникија и патријарха Порфирија, већ у континуитету покушаја стварања подела међу православним и српским корпусом кроз исказивање жала како владика Методије није изабран за цетињског митрополита, јер ето Жељко је некако закључио како је он бољи од поменуте двојице. Ипак да је оваква назадна мисао Жељка Ивановића у дефанзиви, говори чињеница како су у садашњем покушају да забоду трн у здраву ногу православног света у Црној Гори, за разлику од раније, патријарх српски и митрополит цетињски на истој страни, а у ранијим случајевима неспомињани епископ будимљанско никшићки на другој. Изгледа да су прешли игрицу. Game over! Радује што је народ јединствен и што моћ оваквих појединаца и њихових гласила и сарадника да нас завађа опада.”